# Jamal Taha
Jamal Taha (en árabe: جمال خميس طه‎; El Cairo, Egipto; 23 de noviembre de 1966) es un exfutbolista y entrenador de fútbol de Líbano nacido en Egipto que jugaba en la posición de centrocampista. Actualmente es el entrenador del Al Ansar Beirut de la Liga Premier de Líbano.

## Carrera

### Club
Jugó toda su carrera con el Al Ansar Beirut de 1986 a 2002, con el que fue capitán a partir de 1997, ganó 11 títulos de liga, 17 copas nacionales y fue elegido en el equipo ideal de la temporada en dos ocasiones.

### Selección nacional
Jugó para Líbano en 71 ocasiones de 1993 a 2000 y anotó 12 goles; participó en la Copa Asiática 2000 y en los Juegos Asiáticos de 1998.

### Entrenador
| Periodo   | Club               |
| --------- | ------------------ |
| 2006–2008 | Al Ansar Beirut    |
| 2011–2013 | Al Ansar Beirut    |
| 2013–2015 | Shabab Al Sahel FC |
| 2015–2016 | Al Ansar Beirut    |
| 2017–2018 | Tadamon Sour       |
| 2020–2021 | Líbano             |
| 2021-2022 | Líbano sub-23      |
| 2022-     | Al Ansar Beirut    |

## Logros

### Jugador
Ansar
- Lebanese Premier League: 1987–88, 1989–90, 1990–91, 1991–92, 1992–93, 1993–94, 1994–95, 1995–96, 1996–97, 1997–98, 1998–99
- Lebanese FA Cup: 1987–88, 1989–90, 1990–91, 1991–92, 1993–94, 1994–95, 1995–96, 1998–99, 2001–02
- Lebanese Elite Cup: 1997, 2000
- Lebanese Federation Cup: 1999, 2000
- Lebanese Super Cup: 1996, 1997, 1998, 1999

Individual
- Equipo Ideal de la Liga Premier de Líbano: 1996–97,[15] 1998–99[16]

### Entrenador
Ansar
- Lebanese Premier League: 2006–07
- Lebanese FA Cup: 2006–07, 2011–12
- Lebanese Super Cup: 2012

Shabab Sahel
- Lebanese Challenge Cup: 2014

## Estadísticas
| Selección | Año   | Apariciones | Goles |
| --------- | ----- | ----------- | ----- |
| Líbano    | 1993  | 8           | 1     |
| Líbano    | 1994  | 0           | 0     |
| Líbano    | 1995  | 1           | 1     |
| Líbano    | 1996  | 7           | 3     |
| Líbano    | 1997  | 9           | 1     |
| Líbano    | 1998  | 7           | 4     |
| Líbano    | 1999  | 2           | 0     |
| Líbano    | 2000  | 9           | 1     |
| Total     | Total | 43          | 11    |

| N.º | Fecha      | Sede                                                   | Rival        | Marcador | Resultado | Torneo                                               |
| --- | ---------- | ------------------------------------------------------ | ------------ | -------- | --------- | ---------------------------------------------------- |
| 1   | 7-5-1993   | Bourj Hammoud Stadium, Beirut, Líbano                  | India        | 2–0      | 2–2       | Clasificación para la Copa Mundial de Fútbol de 1994 |
| 2   | 6-12-1995  | Bourj Hammoud Stadium, Beirut, Líbano                  | Eslovaquia   | 1–1      | 2–1       | Amistoso                                             |
| 3   | 12-5-1996  | Bourj Hammoud Stadium, Beirut, Líbano                  | Turkmenistán | 2–1      | 3–1       | Clasificación para la Copa Asiática 1996             |
| 4   | 5-12-1996  | Beirut Municipal Stadium, Beirut, Líbano               | Georgia      | 3–2      | 4–2       | Amistoso                                             |
| 5   | 8-12-1996  | Beirut Municipal Stadium, Beirut, Líbano               | Georgia      | 2–1      | 3–2       | Amistoso                                             |
| 6   | 2-2-1997   | Bourj Hammoud Stadium, Beirut, Líbano                  | Jordania     | 1–0      | 1–0       | Amistoso                                             |
| 7   | 19-10-1998 | Abu Dhabi, Emiratos Árabes Unidos                      | Sudán        | 1–0      | 1–1       | Amistoso                                             |
| 8   | 30-11-1998 | Surat Thani Provincial Stadium, Surat Thani, Tailandia | China        | 1–2      | 1–4       | Juegos Asiáticos de 1998                             |
| 9   | 4-12-1998  | Surat Thani Provincial Stadium, Surat Thani, Tailandia | Camboya      | 1–0      | 5–1       | Juegos Asiáticos de 1998                             |
| 10  | 4-12-1998  | Surat Thani Provincial Stadium, Surat Thani, Tailandia | Camboya      | 4–1      | 5–1       | Juegos Asiáticos de 1998                             |
| 11  | 13-5-2000  | Limassol, Chipre                                       | Jordania     | –        | 1–1       | Amistoso                                             |